# La Turbie
La Turbie je naselje in občina v jugovzhodnem francoskem departmaju Alpes-Maritimes regije Provansa-Alpe-Azurna obala. Naselje ima okoli 3.000 prebivalcev.

## Geografija
Naselje se nahaja v jugovzhodni Franciji v neposredni bližini kneževine Monako.

## Administracija
Občina La Turbie skupaj z občinami Beaulieu-sur-Mer, Cap-d'Ail, Èze, Saint-Jean-Cap-Ferrat in Villefranche-sur-Mer sestavlja kanton Villefranche-sur-Mer s sedežem v slednji občini; kanton je sestavni del okrožja Nica.

## Zgodovina
La Turbie je poznan iz antičnega obdobja zaradi velikega spomenika, ki ga je dal zgraditi rimski cesar Avgust v spomin na dokončno zmago nad alpskimi plemeni, ki so tedaj plenila trgovce vzdolč rimskih cest.
V srednjem veku je naselje, tedanja Turbia, pretežno pod upravo Genovske republike. Dante Alighieri je pisal v svoji Božanski komediji o Turbii kot zahodni meji italijanske Ligurije.
Kasneje je izmenično pripadala enkrat Savoji, drugič Monaku, od koder je lokalno prebivalstvo prejelo monaški dialekt (Monegasque), čeprav je lokalni ligurski dialekt ohranil nekatere karakteristike bližnjegajezika Nice (Niçois). Dejansko je lokalni dialekt skoraj povsem izginil, v glavnem po priključitvi savojske grofije Nice leta 1860 k Franciji.
Sama občina je nekdaj vsebovala tudi ozemlja sedanjih občin Beausoleil in Cap d'Ail, ki sta se osamosvojili na začetku 20. stoletja. V občini je ostal zgolj stari del mesta okoli ostanka rimskega spomenika.

## Zanimivosti
- ostanki Tropaeum Alpinuma, antičnega spomenika zmage v čast rimskemu cesarju Avgustu in spomin na premagana alpska plemena.
- cerkev sv. Mihaela, zgrajena iz kamenja Tropaeum Alpinuma.